# Niarafolo (peuple)
Les Niarafolos sont une population d'Afrique de l'Ouest, vivant en Côte d'Ivoire, dans le district des Savanes, entre les fleuves Bandama et Comoé. La plus grande ville des Niarafolos est Ferkessédougou. Ils font partie du grand groupe des Sénoufos.

## Ethnonymie
Selon les sources et le contexte, on observe différentes formes : Niarafolo-Niafolo, Niarafolo Sénoufo, Niarafolos, Niarhafolo, Nya'afolo, Nyaafolo, Nyarafolo, Nyarafoloro, Nyarhafolo.

## Langue
Les Niarafolo parlent une langue sénoufo, le niarafolo, dont le nombre de locuteurs était estimé à 48 000 en 2003.

## Personnalités
L'homme politique ivoirien Guillaume Soro, Premier ministre, puis président de l'Assemblée nationale, revendique volontiers ses attaches en pays niarafolo et s'exprime occasionnellement en niarafolo.